# 부석초등학교 (충남)
부석초등학교는 대한민국 충청남도 서산시 부석면 취평리에 있는 공립 초등학교이다.

## 학교 연혁
| 1922년 | 7월 10일 | 부석공립보통학교 개교(설립인가 3월 1일, 충남 제262호) |
| 1938년 | 4월 1일  | 부석공립심상소학교로 개칭                             |
| 1941년 | 4월 1일  | 부석공립국민학교로 개칭                               |
| 1947년 | 4월 1일  | 부석국민학교로 개칭                                   |
| 1981년 | 3월 11일 | 병설유치원 개원                                       |
| 1984년 | 3월 1일  | 황도국민학교 간월분교장 편입                          |
| 1996년 | 3월 1일  | 부석초등학교로 개칭                                   |
| 2018년 | 2월 9일  | 제93회 졸업(총 8,638명)                               |
| 2018년 | 3월 1일  | 제37대 이상범 교장 취임                               |
| 2018년 | 3월 1일  | 10학급 편성 본교 7학급(특수 1학급 포함)               |

## 학교 상징
- 교화 - 개나리 : 봄을 알리는 개나리는 새로운 것에 대한 희망과 미래에 대한 꿈을 나타냄
- 교목 - 은행나무 : 은행나무는 수명이 길고 인간에게 여러 가지 혜택을 주는 나무로 강인함 남에게 베푸는 정신을 상징함

## 참고 자료
- 부석초등학교 - 한국교육학술정보원 학교알리미